# DN17A
DN17A este un drum național secundar din România, aflat în județul Suceava. El leagă orașul Câmpulung Moldovenesc de Rădăuți și mai departe de Siret, terminându-se în DN2 la Bălcăuți, în apropiere de Siret. Drumul traversează Obcina Feredeu prin Pasul Curmătura Boului (Trei Movile), cu altitudinea maximă de 1.040 m, coboară în valea Moldoviței și traversează apoi Obcina Mare prin Pasul Ciumârna (1.109 m).